# Plavokapa grlica
Plavokapa grlica (Abesinijska grlica; lat. Turtur abyssinicus) je vrsta goluba koja obitava u Africi. Duga je oko 20 cm, a teška je 50-80 grama.
Staništa su joj pustinje i savane. 
Gradi gnijezda na stablima, najčešće na stablu akacije i postavlja dva jaja. 
Leđa, krila i rep su mu sivkastosmeđa, a čelo joj je plavkasotsive boje, zbog čega se i zove plavokapa grlica. Donji dijelovi tijela su ružičasti, a trbuh je bijel. Kljun je crne boje. 
Među mužjacima i ženkama nema velikih razlika. Ove ptice hrane se različitim sjemenkama. Ne nalaze se često u društvu drugih ptica.